# Héctor Guerra
Pour les articles homonymes, voir Guerra.
Guerra  García est un nom espagnol. Le premier nom de famille, en général paternel, est Guerra ; le second, en général maternel, souvent omis, est García.
Héctor Guerra García né le 6 août 1978 à Madrid est un coureur cycliste et triathlète espagnol.

## Biographie
Héctor Guerra commence sa carrière professionnelle en 2003 dans l'équipe Relax-Fuenlabrada. À partir de 2005, il court pour l'équipe portugaise LA - Liberty Seguros. Durant ses deux premières saisons dans cette formation, il obtient diverses places d'honneur sur des courses par étapes comme le Tour du Poitou-Charentes (4e en 2005), le Tour de l'Algarve (7e en 2005 et 2006) et surtout le Tour du Portugal dont il prend la deuxième place en 2006.
2007 est l'année de la révélation. Héctor Guerra est présent parmi les meilleurs sur toutes les courses par étapes portugaises. En août, il remporte sa première victoire professionnelle, le contre-la-montre du Tour du Portugal, pour finir troisième du classement final. Dix jours plus tard, il s'impose en Espagne sur la Clásica a los Puertos.
En février 2008, il monte sur le podium du Tour de l'Algarve puis, un mois plus tard, remporte le GP Llodio.
Le 18 septembre 2009, il est provisoirement suspendu par l'UCI puis sanctionné définitivement en mai 2010 pour deux années et 35 000 euros d'amende pour avoir été contrôlé positif à L'EPO CERA avant le départ du Tour du Portugal, le 3 août 2009.
En septembre 2011, il revient à la compétition en triathlon. Pour sa première compétition internationale, le Desafio Doñana, il se classe troisième. Quelques semaines plus tard, il remporte le triathlon Titan Sierra de Cadiz. En 2012, il est le coureur cycliste le plus rapide sur le circuit international de F1 (Yas Marina) à Abu Dhabi. Progressivement, il participe à des formats de plus en plus long et s'initie au triathlon off-road XTerra (MTB) où dès la première année il remporte l'Europa Tour. En 2014, il poursuit sa carrière sportive en tant que triathlète professionnel.

## Palmarès en cyclisme

### Par années
- 2002
  - Tour de Tarragone
  - Tour de Castellón
  - 3e étape du Tour de Salamanque
  - 2e du Tour de León
  - 2e du Tour de Salamanque
- 2006
  - 2e du Tour du Portugal
- 2007
  - Classement général du Tour de Trás-os-Montes et Haut Douro
  - 10e étape du Tour du Portugal (contre-la-montre)
  - Clásica a los Puertos
  - 3e du Tour du Portugal
  - 3e du Trophée Joaquim-Agostinho
- 2008
  - GP Llodio
  - Tour de l'Alentejo :
    - Classement général
    - 3e étape (contre-la-montre)

  - 10e étape du Tour du Portugal (contre-la-montre)
  - 2e du Tour du Portugal
  - 2e du Grande Prémio Crédito Agrícola de la Costa Azul
- 2009
  - 3eb étape du Tour des Asturies  (contre-la-montre)
  - 3e étape du Tour de l'Alentejo (contre-la-montre)
  - Trophée Joaquim-Agostinho :
    - Classement général
    - Prologue et 3e étape

  - Tour de la communauté de Madrid :
    - Classement général
    - 1re étape (contre-la-montre)

  - 2e du Tour de l'Alentejo

### Classements mondiaux
| Année           | 2005 | 2006 | 2007 | 2008 |
| --------------- | ---- | ---- | ---- | ---- |
| UCI Europe Tour | 270e | 146e | 26e  | 7e   |

## Palmarès en triathlon
- 2011
  - Classement général DuCross Series, avec 7 victoires
  - Titán Sierra de Cádiz
- 2013
  - XTerra Europa Tour
  - Iberman Costa de la luz (Moyenne distance)
  - Triathlon de Séville
- 2015
  - Triathlon XL de Gérardmer